# マッカーシズム

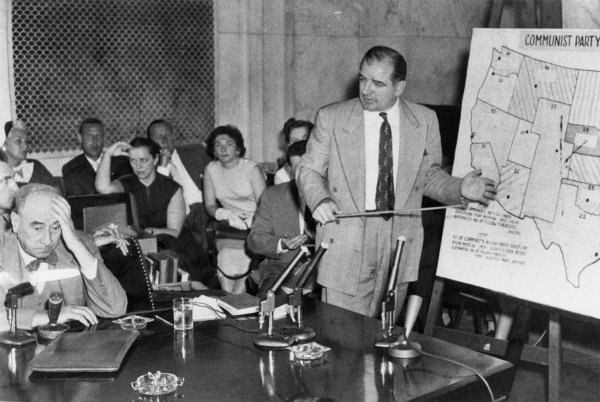
公聴会でウェルチ（左）を問責するマッカーシー
この一部始終はテレビで全米に中継された。

マッカーシズム（英: McCarthyism）とは、1950年代にアメリカ合衆国で発生した反共産主義に基づく社会運動、政治的運動。アメリカ合衆国上院（共和党）議員のジョセフ・マッカーシーによる告発をきっかけとして「共産主義者である」との批判を受けたアメリカ合衆国連邦政府職員、マスメディアやアメリカ映画の関係者などが攻撃された。代表的なものに、アメラシア事件、ハリウッド・テン事件、アルジャー・ヒス事件、ハリー・ホワイト事件、ローゼンバーグ事件などがある。

## 歴史
アメリカ合衆国では第一次世界大戦が終結した後、十月革命を経たロシアにソビエト連邦が誕生した後、ボリシェヴィキ、アナーキズムに対する警戒心が高まった。「狂騒の20年代」とも呼ばれた1920年代のアメリカ合衆国では、無実のイタリア系移民のアナーキストを当局が処刑したサッコ・ヴァンゼッティ事件が発生している。

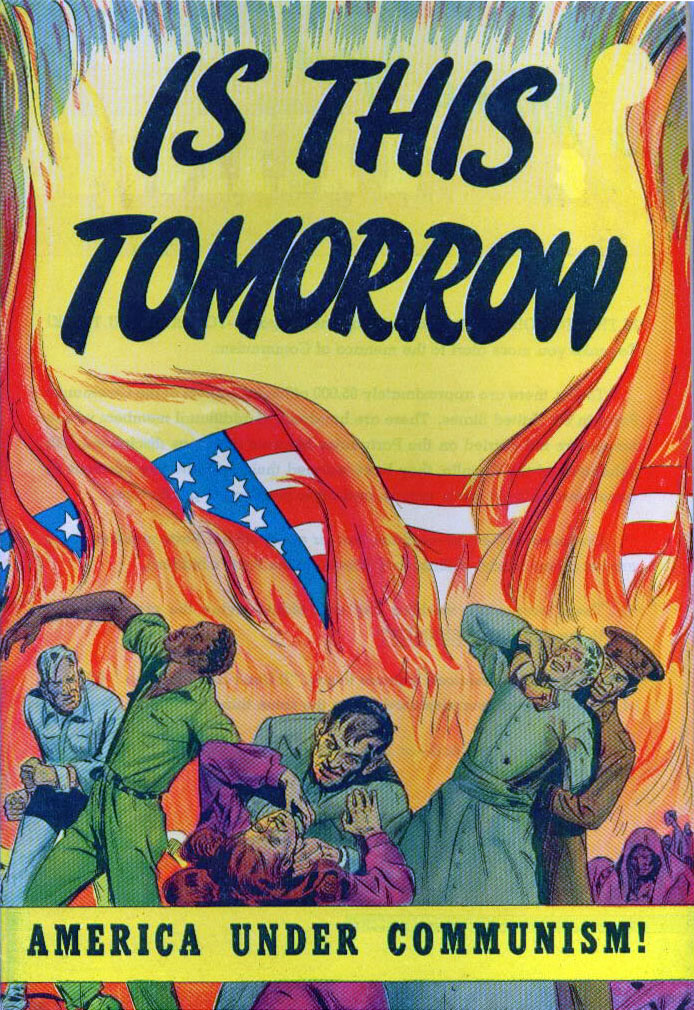
"Is this tomorrow"と題され「共産主義下のアメリカ！」（AMERICA UNDER COMMUNISM）が直面するであろう恐怖を訴えるマッカーシズム（赤狩り）前後、1947年のアメリカ合衆国のパンフレット。

ファシスタ・イタリア、ドイツなどファシズム国家がヨーロッパに抬頭した1930年代から1940年代初めになると反ファシストを旗印に掲げるアメリカ共産党が労働運動に浸透し、小規模ながら一定の支持を獲得していた。1932年のボーナスアーミーに対するように、これらの社会主義、共産主義運動は政府の監視を受けていたが、独ソ戦開始後は連合国の一国として同盟関係にあったソビエト連邦との協調が優先され表立った弾圧は行われなかった。
1945年に第二次世界大戦が終結すると、アメリカ合衆国とソビエト連邦との潜在的な対立が直ちに表面化した。中華民国の第二次国共内戦に勝利した中国共産党によって1949年10月1日に中華人民共和国が成立したこと、1949年のソビエト連邦による核実験の成功、1950年6月25日に勃発した朝鮮戦争などが原因でアメリカ国内では共産主義への脅威論が高まっていた。
1945年には戦時中にニューヨークでソ連のためにスパイ活動を行なっていたエリザベス・ベントリーがFBIに軍需生産委員会で働いていた経済学者ネイサン・シルバーマスターや財務次官補のハリー・ホワイトなどのスパイ行為を暴露した。ホワイトは1948年に下院の下院非米活動委員会でスパイ行為を否定した数日後に自殺した。
また、ジョン・カーター・ヴィンセントら日中戦争期に中華民国内の中国国民党よりも中国共産党を評価していた「チャイナ・ハンズ」と呼ばれる外交官が告発され、免職された。
1947年には非米活動委員会でハリウッドにおけるアメリカ共産党の活動が調べられた。チャーリー・チャップリン、ジョン・ヒューストン、ウィリアム・ワイラーなども対象となり、委員会への召喚や証言を拒否した10人の映画産業関係者（ハリウッド・テン）は議会侮辱罪で訴追され有罪判決を受け、業界から追放された（ハリウッド・ブラックリスト）。グレゴリー・ペック、ジュディ・ガーランド、ヘンリー・フォンダ、ハンフリー・ボガート、ローレン・バコール、ダニー・ケイ、カーク・ダグラス、バート・ランカスター、ベニー・グッドマン（ジャズ音楽家）、キャサリン・ヘプバーン、ジーン・ケリー、ビリー・ワイルダー、フランク・シナトラなどが反対運動を行った。ペックは、リベラルの代表格だった。一方で、政治家のリチャード・ニクソンや映画業界人のロナルド・レーガン、ウォルト・ディズニー、ゲーリー・クーパー、ロバート・テイラー、エリア・カザンらは告発者として協力した。またジョン・ウェイン、クラーク・ゲーブル、セシル・B・デミルらも赤狩りを支持した。

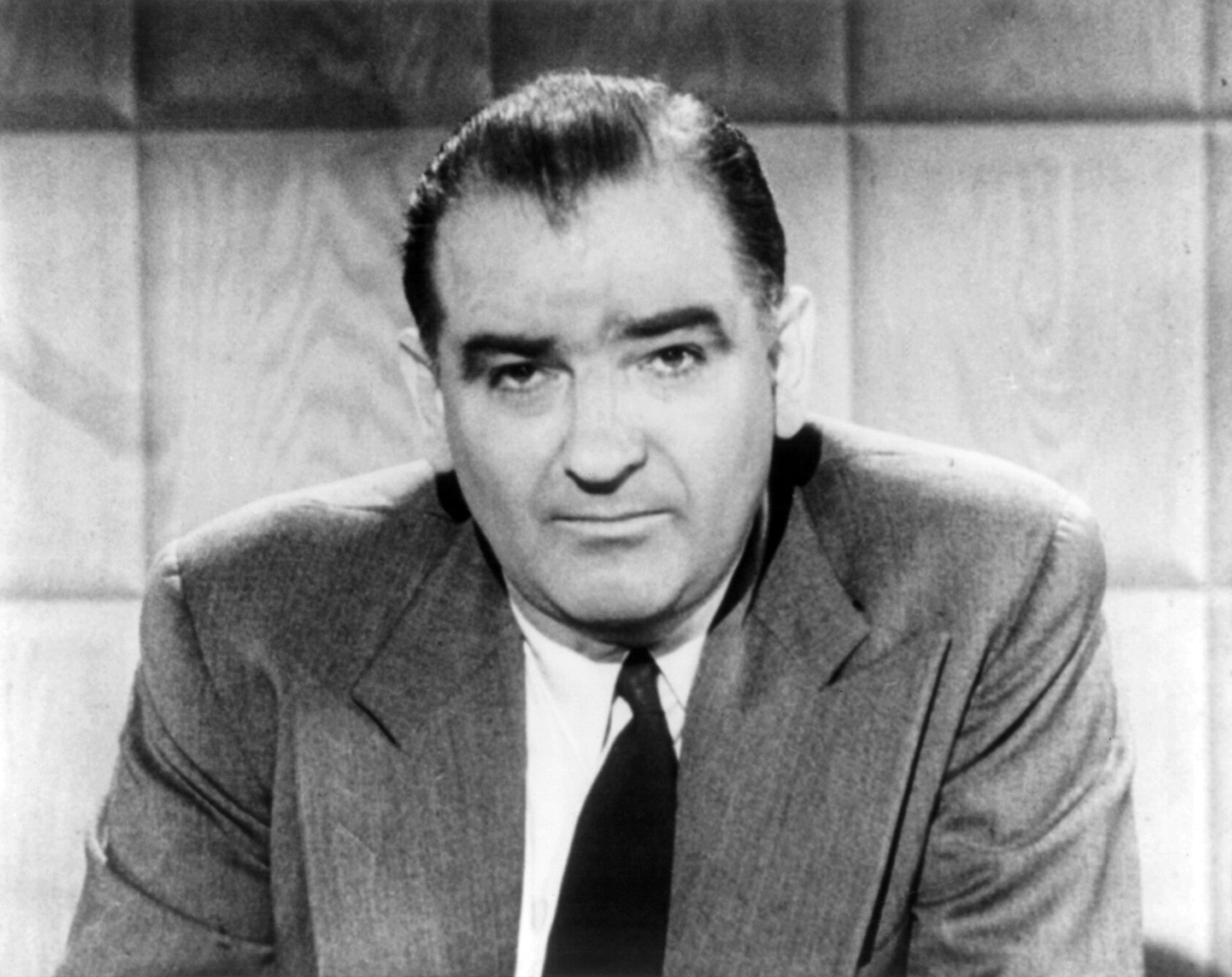
「マッカーシズム」の名祖となった共和党のジョセフ・マッカーシー上院議員。

アメリカ対日協議会の発足した1948年には、国務省職員のアルジャー・ヒスが、アメリカ共産党員でソ連のGRUのスパイであったウィテカー・チャンバーズからヒス自身もスパイであったと告発を受けた。ヒスは非米活動委員会で以前にスパイ行為を否定していたため偽証罪で訴追され1950年に有罪判決を受けた。ソ連は大戦中からアメリカ国内に諜報網を構築しており、原爆開発の情報などを入手していた。同1950年にはドイツ出身のイギリス人でありマンハッタン計画に参加していた物理学者クラウス・フックスやジュリアス・ローゼンバーグとエセル・グリーングラス・ローゼンバーグの夫妻によるスパイ行為も発覚した（ローゼンバーグ事件）。
ウィスコンシン州選出の共和党上院議員であったマッカーシーは、1950年2月9日のリンカーン記念日にウェスト・ヴァージニア州ウィーリングの共和党女性クラブにおける講演において、国務省にいる共産主義者のリストを持っていると述べ、「国務省に所属し今もなお勤務し政策を形成している250人の共産党党員のリストをここに持っている」と発言した。この発言はメディアの関心を集めた。「マッカーシズム」という言葉がはじめて用いられたのは『ワシントン・ポスト』の1950年3月29日付のハーブロック（ハーバート・ブロック）の風刺漫画においてである。
これをきっかけとして、アメリカ国内の様々な組織において共産主義者の摘発が行われた。議会において中心となったのは、1938年にアメリカ合衆国下院で設立された非米活動委員会である。

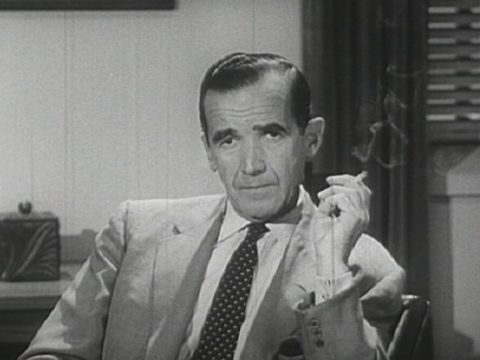
マッカーシズムを批判したジャーナリスト、エドワード・R・マロー。

マッカーシー上院議員はその告発対象をアメリカ陸軍やマスコミ関係者、ハリウッドの映画俳優などアメリカ映画関係者や学者にまで広げた。マッカーシーやその右腕となった当時の若手弁護士だったロイ・コーンなどによる「共産主義者リスト」の提出に代表される様な、様々な偽証や事実の歪曲や、自白や協力者の告発、密告の強要を強いた。
マッカーシズムは共和党だけでなく、民主党の一部の議員からも支持を集めていた。後の1961年に大統領に就任する民主党上院議員ジョン・F・ケネディもマッカーシーの支持者であり、さらに弟のロバート・ケネディもマッカーシーと親しかった。ケネディは後にマッカーシーに対する問責決議案が提出された際には入院を理由として投票を棄権している。
マッカーシー上院議員が、告発の対象をアメリカ軍内部にまで広げ、陸軍幹部が問題に及び腰であると批判したことは、陸軍からの強い反発を招いた。1954年3月9日には、ジャーナリストのエドワード・R・マローが、自身がホストを務めるドキュメンタリー番組『See It Now』の特別番組内で、マッカーシー批判を行ったことも、マッカーシーへの批判が浮上するきっかけとなった。
1954年8月24日に共産主義者取締法が成立し、アメリカ共産党が非合法化される。フォーク歌手のウディ・ガスリーやピート・シーガーは、アメリカ共産党の党員だった。黒人運動家のデュボイスは亡くなる直前に共産党に入党した。
1954年12月2日に上院は賛成67、反対22で、ジョセフ・マッカーシーが「上院に不名誉と不評判をもたらすよう行動した」として、譴責決議を可決した。

## マッカーシズムや赤狩りを題材とした作品

### 戯曲
- 『るつぼ』（1953年、アーサー・ミラー作）：1692年のセイラム魔女裁判という事件を題材に、執筆当時1953年のマッカーシズムを批判した戯曲。1957年に『サレムの魔女』（レイモン・ルーロー（英語版）監督）、1996年に『クルーシブル』（ニコラス・ハイトナー監督）として映画化。

### 映画
- 『ニューヨークの王様』（1957年、チャールズ・チャップリン監督）：作中で架空の国の国王が、亡命先のアメリカで非米活動委員会の追及に遭う。
- 『追憶』（1973年、シドニー・ポラック監督）
- 『ウディ・アレンのザ・フロント』（1976年、マーティン・リット監督）
- 『真実の瞬間』（1991年、アーウィン・ウィンクラー監督）
- 『虚偽 シチズン・コーン（Citizen Cohn）』（別邦題：赤狩り/マッカーシーの右腕と呼ばれた男）（1992年、フランク・ピアソン監督）：テレビ映画。
- 『マジェスティック』（2001年、フランク・ダラボン監督）
- 『グッドナイト&グッドラック』（2005年、ジョージ・クルーニー監督）：マッカーシーに抵抗したニュースキャスター、エドワード・R・マローを主人公にジョージ・クルーニーが製作した。
- 『インディ・ジョーンズ/クリスタル・スカルの王国』（2008年、スティーヴン・スピルバーグ監督）
- 『トランボ ハリウッドに最も嫌われた男』（2015年、ジェイ・ローチ監督）：ハリウッド・テンの一人、脚本家ダルトン・トランボのハリウッド追放から復帰までを描く。
- 『オッペンハイマー』（2023年、クリストファー・ノーラン監督）：原爆開発計画「マンハッタン計画」を主導し、戦後は水爆開発に反対して赤狩りの標的となったロバート・オッペンハイマーを描く。

### 漫画
- 漫画『赤狩り THE RED RAT IN HOLLYWOOD』（山本おさむ作）